# بهسون موشمي (زيلايي)
بهسون موشمي (بالفارسية: بهسون موشمی) هي قرية تقع في إيران في قسم زیلایی الريفي. يقدر عدد سكانها بـ 48 نسمة بحسب إحصاء 2016.